# 320 Katharina
320 Katharina este un asteroid din centura principală, descoperit pe 11 octombrie 1891, de Johann Palisa.